# Bunyevác nyelvjárás
A bunyevác nyelv (szerbül/horvátul: bunjevački jezik) a bunyevác népcsoport beszélt nyelve, melyet Magyarországon Baja vidékén kis számban, jelentősebb arányban Vajdaságban Szabadka, Zombor és Bács városokban, illetve azok környékein, valamint Horvátország vidékein használnak. A beszélők többsége bunjevački govor-nak, azaz bunyevác nyelvjárásnak nevezi, míg mások bunjevački jezik-nek azaz, bunyevác nyelvnek is hívják. A magyarországi nyelvészet a horvát štokav és í-zős dialektus variánsaként tartja számon, a montenegróiak, horvátok, szerbek és bosnyákok közös abstandnyelvébe sorolták be, amelyekkel diarendszert alkot.
Szerbiában a bunyevácot önálló nyelvként ismerték el, és 2018-ban sztenderdizálták. Bunjevačke novine néven újságot vezetnek Szabadkán, a vajdasági televíziósaját bunyevác nyelvű tévéadást is szerkeszt. 2007-ben bunyevác nyelvű osztályokat indítottak, a nyelvet a szabadkai egyetemen is oktatják. A bunyevác tankönyvek és tansegédletek szerkesztésében nagy szerepe van Suzana Kujundžić Ostojić  nyelvésznek, aki több tanulomány mellett doktori disszertációját is a bunyevácokról írta 2016-ban Antropološka funkcija i značenje groktalica kod backih bunjevaca címen.
A Vajdasági Horvátok Demokratikus Szövetsége hevesen tiltakozik az önálló nyelvként való elismerés ellen. A szövetség elnöke szerint Belgrád így próbálja megosztani a horvátokat a Vajdaságban, és szerintük a bunyevác nyelv nem létezik, a nyelvi oktatásra tehát kizárólag a horvát lehet megfelelő. Magyarországon a nyelvet szintén a horvát nyelv dialektusaként tartják számon.
A bunyevác nyelv közeli rokona még a szomszédságában beszélt sokác nyelv is.

## Eredete
A bunyevácok Hercegovina és Dalmácia területéről erednek, római katolikus vallásúak. A bunyevác a Boszniában és Horvátország egyes részein használatos štokavski dialektusokból ered, ezen belül is az ikavski változathoz áll szorosan közel.

## Népszámlálás

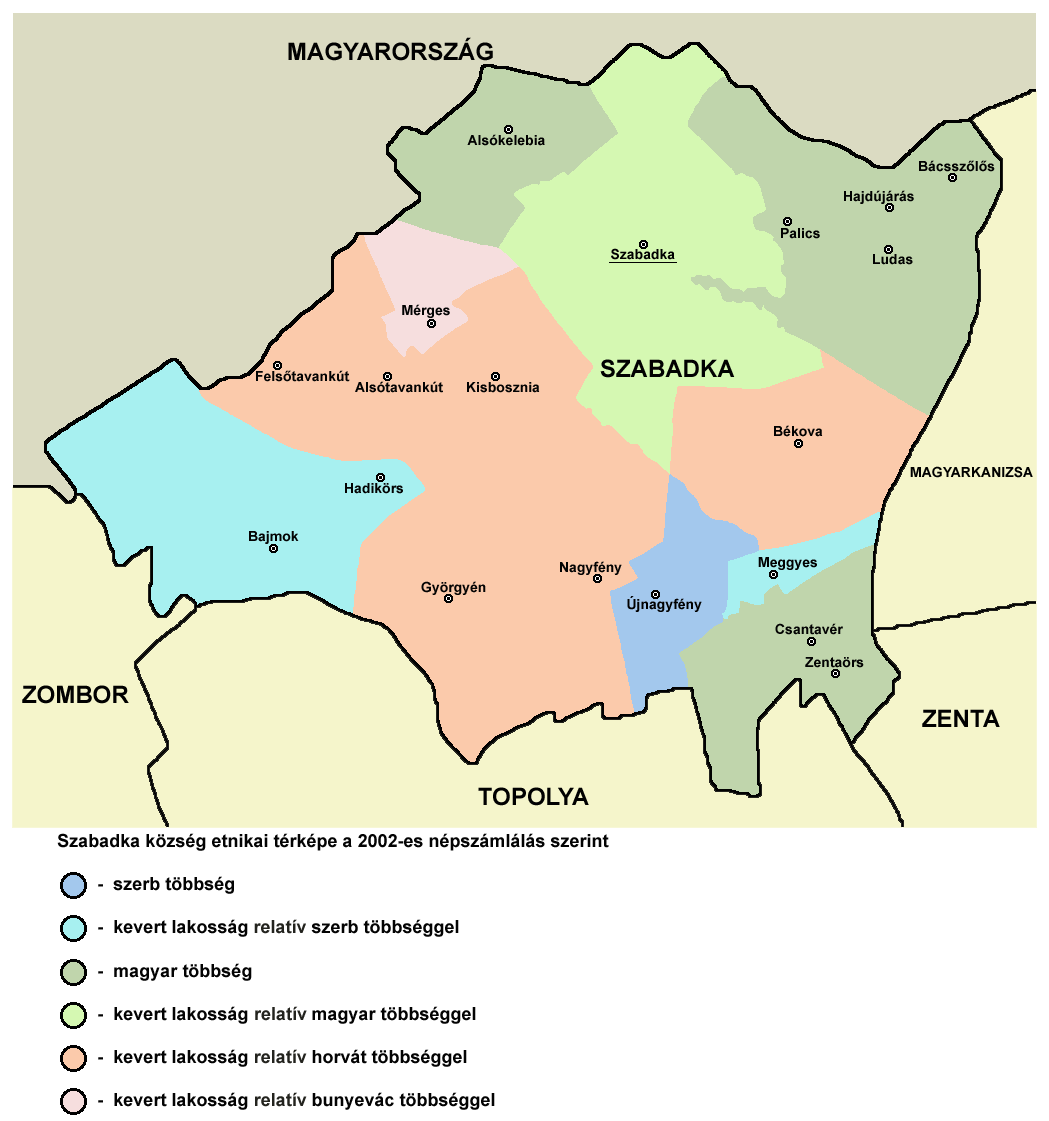
Szabadka község etnikai térképe 2002-ből, mely azokat területeket mutatja, ahol külön-külön, horvát nemzetiségűnek és bunyevác nemzetiségűnek vallották magukat a bunyevác közösség tagjai

2002-ben a szerbiai népszámlálásokkor nem tüntették fel külön a bunyevác nyelvet, ehelyett azokat, akik magukénak vallották (összesen 8914-en), azokat az „egyéb nyelveket beszélők” közé sorolták be. A bunyevácok másik része pedig szerbet, vagy horvátot jelölt meg anyanyelveként, ez persze nem jelenti azt, hogy ezt használják, hanem nyelvüket ezek dialektusának tekintik, mivel nincs nagy különbség köztük, habár a szerbhorvát nyelvek közötti különbségek minimálisak, de mégis különveszik őket. Több bunyevác azonban kijelentette, hogy elképzelhetőnek tartja, miszerint egy külön nyelvet beszél.
Ezzel szemben az Osztrák–Magyar Monarchia idején külön nemzetiségként és külön, saját nyelvvel rendelkező népként kezelték a bunyevácokat. 1910-ben Szabadkán 33 247 ilyen nyelvű személyt regisztráltak. Trianon után Jugoszláviában viszont a bunyevácok szerbeknek, horvátoknak, vagy szerbhorvátoknak voltak már feltüntetve. A bunyevácok besorolása régóta politikai kérdés, Magyarországon is a Monarchia idején részben azért voltak külön népcsoportként feljegyezve, hogy elválasszák őket a horvátoktól és a szerbektől.

## Külső hivatkozások
- Bunyevác nyelv (angol)
- Háromszék A bunyevác nyelv oktatása ellen tiltakoznak a horvátok → A bunyevác nyelv oktatása ellen tiltakoznak a horvátok